# Sandra Barata Belo
Sandra Barata Belo (Lisboa, 31 de Julho de 1978) é uma atriz portuguesa de teatro, cinema e televisão, que interpretou o papel de Amália Rodrigues no último filme sobre a fadista, Amália - O Filme.

## Biografia
Estudou na escola Chapitô, em Lisboa, tendo ainda formação acrescida em vários outros cursos, bem como, trabalhou com as companhias teatrais Útero, O Bando e no próprio Chapitô.
No cinema interpretou o papel da fadista Amália Rodrigues, em Amália, do realizador Carlos Coelho da Silva, produzido por Manuel S. Fonseca. Tornou-se mais conhecida do público após a sua interpretação no filme Amália.
Foi este filme que a lançou nas luzes da ribalta, para a televisão e para outros filmes em cinema.
Em 2011, Sandra voltará aos ecrãs na SIC, na nova produção intitulada Rosa Fogo, da autoria de Patrícia Muller. 
Na telenovela Sol de Inverno, estreada em 16 de setembro de 2013, interpretou o papel de Rita Taborda.
A 26 de Outubro de 2017 teve um filho natural. Entretanto em Dezembro de 2020 nasceu o seu segundo filho.

## Cinema
| Ano  | Filme                           | Personagem       | Notas                               |
| ---- | ------------------------------- | ---------------- | ----------------------------------- |
| 2008 | Amália - O Filme                | Amália Rodrigues | Protagonista                        |
| 2009 | Uma Aventura na Casa Assombrada | Bárbara          | Filme da Valentim de Carvalho e SIC |
| 2011 | O Milagre                       |                  | Filme produzido por Cristina Gaspar |
| 2023 | Match                           | Sara             | de Duarte Neves. Bombom Filmes      |

## Televisão
| Ano         | Projeto                         | Papel              | Notas                 | Canal |
| ----------- | ------------------------------- | ------------------ | --------------------- | ----- |
| 2005        | Família Galaró                  | Pinta Pitita       | Elenco Principal      | RTP2  |
| 2007        | Chiquititas                     | Bárbara Santana    | Elenco Adicional      | SIC   |
| 2009        | Uma Aventura na Casa Assombrada | Bárbara            | Elenco Principal      | SIC   |
| 2009 - 2010 | Perfeito Coração                | Leonor Bettencourt | Protagonista          | SIC   |
| 2011        | Laços de Sangue                 | Júlia Fernandes    | Participação Especial | SIC   |
| 2011 - 2012 | Rosa Fogo                       | Catarina Torres    | Antagonista           | SIC   |
| 2013 - 2014 | Sol de Inverno                  | Rita Taborda       | Elenco Principal      | SIC   |
| 2014        | Mulheres de Abril               | Amélia (jovem)     | Co- Adjuvante         | RTP1  |
| 2014 - 2015 | Mar Salgado                     | Júlia Rocha        | Elenco Principal      | SIC   |
| 2016 - 2017 | Rainha das Flores               | Rosa Severo        | Protagonista          | SIC   |
| 2018 - 2019 | Alma e Coração                  | Cecília Sousa Melo | Elenco Principal      | SIC   |
| 2019 - 2020 | Nazaré                          | Verónica Blanco    | Antagonista           | SIC   |
| 2022        | Lua de Mel                      | Verónica Blanco    | Antagonista           | SIC   |
| 2023 - 2024 | Flor sem Tempo                  | Rosa Santos        | Elenco Principal      | SIC   |
| 2023 - 2024 | Os Eleitos                      | Sílvia Pinto       | Elenco Principal      | SIC   |
| 2025        | A Herança                       | Clara Tavares      | Elenco Principal      | SIC   |
| 2025        | Vitória                         |                    | Elenco Principal      | RTP1  |

## Teatro
- 1994 - Severa Blues de Thiago Justino
- 1997 - Festival X - O olho - de João Garcia Miguel
- 1998 - Peregrinação - Expo98 - O bando
- 1996 - As maminhas de Tirésia Nós  e o Apollinaire - Útero de Miguel Moreira
- 1997 - Alegoria na Caverna de Ana Nave
- 1998  - 1998 e o P voador - Útero, de Miguel Moreira
- 1998 - Peregrinação - Expo98
- 2001 - Hitórias de amor - Útero, de Miguel Moreira
- 2007 - A Família Galaró- O Mistério do Planeta Negro
- 2006 - Branco Rosa- criação de Sandra Barata Belo - Chapitô
- 2006 - O Tomé em Grande - Cassefaz
- 2013 - "Morreste-me" de José Luís Peixoto  - Criação de Sandra Barata Belo e Cátia Ribeiro - Beladona
- 2015 - Carta de uma Desconhecida de Stefan Zweig Criação de Sandra Barata Belo e Patricia André - Beladona
- 2021 - Cochinchina -  Encenação. Adaptação de Princípio de Keranina de Afonso Cruz.  - Beladona
- 2023 - Livrar-me de Ana do Vale Lázaro. Criação de Sandra Barata Belo e Raquel Oliveira - Beladona

## Prémios Recebidos
- Globos de Ouro - Prémio de Melhor Actriz de Cinema - filme Amália[2]
- Mais Alentejo - Prémio Teatro Cinema e Televisão
- Troféus TV7Dias - Prémio de Melhor Protagonista de Novela - Perfeito Coração